# Oacă și Boacă
Oacă și Boacă a fost primul și de fapt singurul serial de animație produs de TVR în studiourile proprii.
Serialul de animație Oacă și Boacă a fost realizat de către Bob Călinescu în anii 70. În total au fost realizate și difuzate 44 de episoade fiecare cu o durată de aproximativ 9 minute.